# Großer Preis von Italien 1995
Der Große Preis von Italien 1995 (offiziell Pioneer 66º Gran Premio d’Italia) fand am 10. September auf dem Autodromo Nazionale di Monza in Monza statt und war das zwölfte Rennen der Formel-1-Weltmeisterschaft 1995.

## Berichte

### Hintergrund
Nach dem Großen Preis von Belgien führte Michael Schumacher in der Fahrerwertung mit 15 Punkten vor Damon Hill und mit 34 Punkten vor Jean Alesi. In der Konstrukteurswertung führte Benetton-Renault mit zehn Punkten vor Williams-Renault und mit 27 Punkten vor Ferrari.
Mit Hill (zweimal) und Gerhard Berger (einmal) traten zwei ehemalige Sieger zu diesem Grand Prix an.

### Training
Vor dem Rennen fanden zwei Trainingseinheiten statt: Die erste am Freitagmorgen und die zweite am Samstagmorgen.
Das erste freie Training gewann Alesi mit einer Zeit von 1:30,218 Minuten vor Johnny Herbert und David Coulthard.
Im zweiten freien Training war Alesi erneut mit einer Zeit von 1:25,133 Minuten der Schnellste vor Coulthard und Berger.

### Qualifying
Das Qualifying fand in zwei Abschnitten statt, die jeweils beste Zeit entschied über die Startposition.
Sowohl im ersten Qualifyingsegment (Q1) als auch im zweiten Segment (Q2) war Coulthard jeweils der Schnellste und sicherte sich somit Pole-Position. Für ihn war es die zweite der Saison und die zweite seiner Karriere. Ihm folgten Schumacher und Berger.

### Warm-Up
Die Fahrer gingen am Sonntagmorgen zu einem 30-minütigen Warm-up auf die Strecke. Alesi war Schnellster vor Coulthard und Berger.

### Rennen

#### Erster Start
Pole-Setter Coulthard drehte sich in der Einführungsrunde am Ausgang der Ascari-Schikane und schied anschließend in der Boxengasse aus, da sein Auto nicht mehr fahrbereit war als der Rest des Feldes zur Startaufstellung fuhr. Das Rennen wurde jedoch nach einer Kollision in der ersten Runde an derselben Stelle (auf Coulthard´s Staub, den er beim Versuch, wieder auf die Strecke zurückzufahren, mitbrachte) abgebrochen. Massimiliano Papis, Jean-Christophe Boullion, Roberto Moreno und Andrea Montermini waren bei dem Unfall beteiligt und blockierten die Strecke so, dass niemand mehr durchkam.

#### Zweiter Start
Coulthard konnte den Neustart dann erneut von der Pole aus starten (im eigentlich für Hill abgestimmte Ersatzwagen), während Moreno und Montermini mangels Ersatzwagen am Neustart nicht teilnehmen konnten.
Coulthard führte bis zur 13. Runde als ein Radlager ausfiel und er aufgeben musste. Berger übernahm die Führung. Dahinter hatten Hill und Schumacher ihre zweite große Kollision der Saison nach dem Großen Preis von Großbritannien. Als Hill versuchte, Taki Inoue zu überrunden, prallte er beim Anbremsen für die zweite Schikane in das Heck von Schumacher, was dazu führte, dass beide aufgeben mussten. Schumacher rannte zum Auto von Hill, um sich diesem zu stellen, während der britische Fahrer in seinem Cockpit saß. Schumacher wurde aber sofort von den Streckenposten weggezogen. Später entschuldigte er sich bei Hill, als Inoue zugab, dass der Vorfall seine Schuld war, da er beim Überholen von Schumacher vor Hill gerutscht war, was Hill dazu veranlasste, auszuweichen und versehentlich in das Heck von Schumachers Auto zu fahren. Hill wurde daraufhin wegen seiner Beteiligung an der Kollision für ein Rennen auf Bewährung gesperrt.
Nach den Boxenstopps lagen die Ferrari auf den Plätzen eins und zwei, doch beim Heimspiel kam es zum Drama: Erst fiel vom Auto des Franzosen Alesi eine TV-Kamera ab und zerschlug die Aufhängung des Teamkollegen. Sieben Runde führte Alesi noch - bis ein nicht richtig festgezogenes Rad die Tragödie perfekt machte. Alesi schied wie im Vorjahr ebenfalls in Führung liegend aus. Diese Reihe von Ausfällen bescherte Herbert seinen zweiten Sieg und Mika Häkkinen und Heinz-Harald Frentzen die bisher besten Ergebnisse ihrer Karriere. Außerdem war es der erste Podiumsplatz für das Sauber-Team in der Formel 1. Papis war auf dem Weg zu seinem ersten Punkteergebnis, bis er in der letzten Runde von Boullion überholt wurde.
In der Fahrerwertung blieb Schumacher vor Hill. Dritter war nun Herbert, welcher an Alesi vorbeizog. In der Konstrukteurswertung blieben die ersten drei Positionen unverändert.

## Meldeliste
| Team                      | Nr. | Fahrer                   | Chassis         | Motor                 | Reifen |
| ------------------------- | --- | ------------------------ | --------------- | --------------------- | ------ |
| Mild Seven Benetton Ford  | 01  | Michael Schumacher       | Benetton B195   | Renault 3.0 V10       | G      |
| Mild Seven Benetton Ford  | 02  | Johnny Herbert           | Benetton B195   | Renault 3.0 V10       | G      |
| Nokia Tyrrell Yamaha      | 03  | Ukyō Katayama            | Tyrrell 023     | Yamaha 3.0 V10        | G      |
| Nokia Tyrrell Yamaha      | 04  | Mika Salo                | Tyrrell 023     | Yamaha 3.0 V10        | G      |
| Rothmans Williams Renault | 05  | Damon Hill               | Williams FW17   | Renault 3.0 V10       | G      |
| Rothmans Williams Renault | 06  | David Coulthard          | Williams FW17   | Renault 3.0 V10       | G      |
| Marlboro McLaren Mercedes | 07  | Mark Blundell            | McLaren MP4/10B | Mercedes-Benz 3.0 V10 | G      |
| Marlboro McLaren Mercedes | 08  | Mika Häkkinen            | McLaren MP4/10B | Mercedes-Benz 3.0 V10 | G      |
| Footwork Hart             | 09  | Massimiliano Papis       | Footwork FA16   | Hart 3.0 V8           | G      |
| Footwork Hart             | 10  | Taki Inoue               | Footwork FA16   | Hart 3.0 V8           | G      |
| Total Jordan Peugeot      | 14  | Rubens Barrichello       | Jordan 195      | Peugeot 3.0 V10       | G      |
| Total Jordan Peugeot      | 15  | Eddie Irvine             | Jordan 195      | Peugeot 3.0 V10       | G      |
| Pacific Grand Prix Ltd    | 16  | Giovanni Lavaggi         | Pacific PR02    | Ford ED 3.0 V8        | G      |
| Pacific Grand Prix Ltd    | 17  | Andrea Montermini        | Pacific PR02    | Ford ED 3.0 V8        | G      |
| Parmalat Forti Ford       | 21  | Pedro Diniz              | Forti FG01      | Ford ED 3.0 V8        | G      |
| Parmalat Forti Ford       | 22  | Roberto Moreno           | Forti FG01      | Ford ED 3.0 V8        | G      |
| Minardi Scuderia Italia   | 23  | Pedro Lamy               | Minardi M195    | Ford EDM 3.0 V8       | G      |
| Minardi Scuderia Italia   | 24  | Luca Badoer              | Minardi M195    | Ford EDM 3.0 V8       | G      |
| Ligier Gitanes Blondes    | 25  | Martin Brundle           | Ligier JS41     | Mugen-Honda 3.0 V10   | G      |
| Ligier Gitanes Blondes    | 26  | Olivier Panis            | Ligier JS41     | Mugen-Honda 3.0 V10   | G      |
| Scuderia Ferrari SpA      | 27  | Jean Alesi               | Ferrari 412T2   | Ferrari 3.0 V12       | G      |
| Scuderia Ferrari SpA      | 28  | Gerhard Berger           | Ferrari 412T2   | Ferrari 3.0 V12       | G      |
| Red Bull Sauber Ford      | 29  | Jean-Christophe Boullion | Sauber C14      | Ford Zetec-R 3.0 V8   | G      |
| Red Bull Sauber Ford      | 30  | Heinz-Harald Frentzen    | Sauber C14      | Ford Zetec-R 3.0 V8   | G      |

## Klassifikationen

### Qualifying
| Pos. | Fahrer                   | Konstrukteur       | Q1         | Q2       | Start |
| ---- | ------------------------ | ------------------ | ---------- | -------- | ----- |
| 01   | David Coulthard          | Williams-Renault   | 1:25,516   | 1:24,462 | 01    |
| 02   | Michael Schumacher       | Benetton-Renault   | 1:26,098   | 1:25,026 | 02    |
| 03   | Gerhard Berger           | Ferrari            | 1:25,904   | 1:25,353 | 03    |
| 04   | Damon Hill               | Williams-Renault   | 1:25,912   | 1:25,699 | 04    |
| 05   | Jean Alesi               | Ferrari            | 1:26,323   | 1:25,707 | 05    |
| 06   | Rubens Barrichello       | Jordan-Peugeot     | 1:26,981   | 1:25,919 | 06    |
| 07   | Mika Häkkinen            | McLaren-Mercedes   | 1:28,895   | 1:25,920 | 07    |
| 08   | Johnny Herbert           | Benetton-Renault   | 1:26,631   | 1:26,433 | 08    |
| 09   | Mark Blundell            | McLaren-Mercedes   | 1:27,308   | 1:26,472 | 09    |
| 10   | Heinz-Harald Frentzen    | Sauber-Ford        | 1:27,245   | 1:26,541 | 10    |
| 11   | Martin Brundle           | Ligier-Mugen-Honda | 1:29,200   | 1:27,067 | 11    |
| 12   | Eddie Irvine             | Jordan-Peugeot     | 1:27,573   | 1:27,271 | 12    |
| 13   | Olivier Panis            | Ligier-Mugen-Honda | 1:28,418   | 1:27,384 | 13    |
| 14   | Jean-Christophe Boullion | Sauber-Ford        | 1:30,997   | 1:28,741 | 14    |
| 15   | Massimiliano Papis       | Footwork-Hart      | keine Zeit | 1:28,870 | 15    |
| 16   | Mika Salo                | Tyrrell-Yamaha     | 1:29,535   | 1:29,028 | 16    |
| 17   | Ukyō Katayama            | Tyrrell-Yamaha     | 1:31,399   | 1:29,287 | 17    |
| 18   | Luca Badoer              | Minardi-Ford       | 1:30,731   | 1:29,559 | 18    |
| 19   | Pedro Lamy               | Minardi-Ford       | 1:29,936   | 1:31,402 | 19    |
| 20   | Taki Inoue               | Footwork-Hart      | 1:30,632   | 1:30,515 | 20    |
| 21   | Andrea Montermini        | Pacific-Ford       | 1:32,121   | 1:30,721 | 21    |
| 22   | Roberto Moreno           | Forti-Ford         | 1:32,491   | 1:30,834 | 22    |
| 23   | Pedro Diniz              | Forti-Ford         | 1:32,540   | 1:32,102 | 23    |
| 24   | Giovanni Lavaggi         | Pacific-Ford       | 1:32,935   | 1:32,470 | 24    |

### Rennen
| Pos. | Fahrer                   | Konstrukteur       | Runden | Stopps | Zeit        | Start | Schnellste Runde |
| ---- | ------------------------ | ------------------ | ------ | ------ | ----------- | ----- | ---------------- |
| 01   | Johnny Herbert           | Benetton-Renault   | 53     | 1      | 1:18:27,916 | 08    | 1:26,481 (28.)   |
| 02   | Mika Häkkinen            | McLaren-Mercedes   | 53     | 1      | + 17,779    | 07    | 1:26,869 (26.)   |
| 03   | Heinz-Harald Frentzen    | Sauber-Ford        | 53     | 1      | + 24,321    | 10    | 1:27,138 (22.)   |
| 04   | Mark Blundell            | McLaren-Mercedes   | 53     | 1      | + 28,223    | 09    | 1:26,784 (51.)   |
| 05   | Mika Salo                | Tyrrell-Yamaha     | 52     | 2      | + 1 Runde   | 16    | 1:28,795 (26.)   |
| 06   | Jean-Christophe Boullion | Sauber-Ford        | 52     | 1      | + 1 Runde   | 14    | 1:28,976 (49.)   |
| 07   | Massimiliano Papis       | Footwork-Hart      | 52     | 1      | + 1 Runde   | 15    | 1:29,402 (22.)   |
| 08   | Taki Inoue               | Footwork-Hart      | 52     | 1      | + 1 Runde   | 20    | 1:29,426 (49.)   |
| 09   | Pedro Diniz              | Forti-Ford         | 50     | 1      | + 3 Runden  | 23    | 1:31,563 (17.)   |
| 10   | Ukyō Katayama            | Tyrrell-Yamaha     | 47     | 2      | + 6 Runden  | 17    | 1:28,909 (41.)   |
| –    | Jean Alesi               | Ferrari            | 45     | 1      | DNF         | 05    | 1:26,818 (21.)   |
| –    | Rubens Barrichello       | Jordan-Peugeot     | 43     | 1      | DNF         | 06    | 1:26,970 (26.)   |
| –    | Eddie Irvine             | Jordan-Peugeot     | 40     | 1      | DNF         | 12    | 1:27,472 (23.)   |
| –    | Gerhard Berger           | Ferrari            | 32     | 1      | DNF         | 03    | 1:26,419 (24.)   |
| –    | Luca Badoer              | Minardi-Ford       | 26     | 1      | DNF         | 18    | 1:29,175 (19.)   |
| –    | Michael Schumacher       | Benetton-Renault   | 23     | 0      | DNF         | 02    | 1:26,969 (21.)   |
| –    | Damon Hill               | Williams-Renault   | 23     | 0      | DNF         | 04    | 1:26,936 (19.)   |
| –    | Olivier Panis            | Ligier-Mugen-Honda | 20     | 0      | DNF         | 13    | 1:28,710 (20.)   |
| –    | David Coulthard          | Williams-Renault   | 13     | 0      | DNF         | 01    | 1:26,936 (11.)   |
| –    | Martin Brundle           | Ligier-Mugen-Honda | 10     | 0      | DNF         | 11    | 1:29,424 (07.)   |
| –    | Giovanni Lavaggi         | Pacific-Ford       | 6      | 0      | DNF         | 24    | 1:33,023 (04.)   |
| –    | Pedro Lamy               | Minardi-Ford       | 0      | 0      | DNF         | 19    | –                |
| DNS  | Andrea Montermini        | Pacific-Ford       | –      | –      | –           | 21    | –                |
| DNS  | Roberto Moreno           | Forti-Ford         | –      | –      | –           | 22    | –                |

Anmerkungen
1. ↑  Montermini konnte aufgrund eines fehlenden Ersatzwagens nicht am Neustart teilnehmen.
2. ↑  Moreno konnte aufgrund eines fehlenden Ersatzwagens nicht am Neustart teilnehmen.

## WM-Stände nach dem Rennen
Die ersten sechs Fahrer eines Rennens bekamen 10, 6, 4, 3, 2 und 1 Punkt(e).

### Fahrerwertung
| Pos. | Fahrer                   | Konstrukteur       | Punkte |
| ---- | ------------------------ | ------------------ | ------ |
| 01   | Michael Schumacher       | Benetton-Renault   | 66     |
| 02   | Damon Hill               | Williams-Renault   | 51     |
| 03   | Johnny Herbert           | Benetton-Renault   | 38     |
| 04   | Jean Alesi               | Ferrari            | 32     |
| 05   | David Coulthard          | Williams-Renault   | 29     |
| 06   | Gerhard Berger           | Ferrari            | 25     |
| 07   | Heinz-Harald Frentzen    | Sauber-Ford        | 14     |
| 08   | Mika Häkkinen            | McLaren-Mercedes   | 11     |
| 09   | Mark Blundell            | McLaren-Mercedes   | 10     |
| 10   | Rubens Barrichello       | Jordan-Peugeot     | 8      |
| 11   | Olivier Panis            | Ligier-Mugen-Honda | 8      |
| 12   | Martin Brundle           | Ligier-Mugen-Honda | 7      |
| 13   | Eddie Irvine             | Jordan-Peugeot     | 6      |
| 14   | Jean-Christophe Boullion | Sauber-Ford        | 3      |
| 15   | Mika Salo                | Tyrrell-Yamaha     | 2      |
| 16   | Aguri Suzuki             | Ligier-Mugen-Honda | 1      |

| Pos. | Fahrer                 | Konstrukteur     | Punkte |
| ---- | ---------------------- | ---------------- | ------ |
| 17   | Gianni Morbidelli      | Footwork-Hart    | 1      |
| 18   | Pierluigi Martini      | Minardi-Ford     | 0      |
| 19   | Ukyō Katayama          | Tyrrell-Yamaha   | 0      |
| 20   | Massimiliano Papis     | Footwork-Hart    | 0      |
| 21   | Luca Badoer            | Minardi-Ford     | 0      |
| 22   | Andrea Montermini      | Pacific-Ford     | 0      |
| 23   | Taki Inoue             | Footwork-Hart    | 0      |
| 24   | Pedro Lamy             | Minardi-Ford     | 0      |
| 25   | Pedro Diniz            | Forti-Ford       | 0      |
| 26   | Domenico Schiattarella | Simtek-Ford      | 0      |
| 27   | Nigel Mansell          | McLaren-Mercedes | 0      |
| 28   | Bertrand Gachot        | Pacific-Ford     | 0      |
| 29   | Jos Verstappen         | Simtek-Ford      | 0      |
| 30   | Karl Wendlinger        | Sauber-Ford      | 0      |
| 31   | Roberto Moreno         | Forti-Ford       | 0      |
| –    | Giovanni Lavaggi       | Pacific-Ford     | 0      |

### Konstrukteurswertung
| Pos. | Konstrukteur       | Punkte |
| ---- | ------------------ | ------ |
| 01   | Benetton-Renault   | 94     |
| 02   | Williams-Renault   | 74     |
| 03   | Ferrari            | 57     |
| 04   | McLaren-Mercedes   | 21     |
| 05   | Sauber-Ford        | 17     |
| 06   | Ligier-Mugen-Honda | 16     |
| 07   | Jordan-Peugeot     | 14     |

| Pos. | Konstrukteur   | Punkte |
| ---- | -------------- | ------ |
| 08   | Tyrrell-Yamaha | 2      |
| 09   | Footwork-Hart  | 1      |
| 10   | Minardi-Ford   | 0      |
| 11   | Pacific-Ford   | 0      |
| 12   | Forti-Ford     | 0      |
| 13   | Simtek-Ford    | 0      |

Anmerkungen
1. 1 2  Benetton-Renault und Williams-Renault erhielten beim Großen Preis von Brasilien keine Konstrukteurspunkte (zehn bzw. sechs) wegen Verwendung nicht regelkonformen Treibstoffs.